# Roberval (Oise)
 Roberval  es una población y comuna francesa, en la región de Picardía, departamento de Oise, en el distrito de Senlis y cantón de Pont-Sainte-Maxence.

## Demografía
| 191 | 222 | 224 | 243 | 323 | 351 |
| Para los censos de 1962 a 1999 la población legal corresponde a la población sin duplicidades (Fuente: INSEE [Consultar]) |     |     |     |     |     |